# 252-я пехотная дивизия (вермахт)
252-я Рейнско-вестфальская пехотная дивизия — тактическое соединение сухопутных войск вооружённых сил нацистской Германии периода Второй мировой войны.
Дивизия была сформирована 26 августа 1939 года в VIII военном округе в Бреслау. Действовала в период с 1939 по 1941 год сначала на Западном, а с 1941 года — на Восточном театре военных действий. Солдаты дивизии происходили преимущественно из административных округов и проходили подготовку в районе, где во время войны дислоцировались резервные воинские части упомянутого соединения.

## Формирование и боевой путь
252-я пехотная дивизия была сформирована в конце августа 1939 года в районе Бреслау в VIII военном округе как дивизия четвёртой волны мобилизации.

### Боевой состав
- 452-й пехотный полк
- 461-й пехотный полк
- 472-й пехотный полк
- 252-й артиллерийской полк

### Французская кампания
В 1939—1940 годах дислоцировался на западной границе Германии (на немецкой «линии Зигфрида», перед французской «линией Мажино») в составе 12-го армейского корпуса.
Действовала на Саарском фронте несколько месяцев, впоследствии успешно действовала при наступлении на линию «Мажино».
В захвате Франции не участвовала, только в её оккупации, после капитуляции Франции.

## Операция «Барбаросса»
252-я пехотная дивизия входила в состав XXXXIII армейского корпуса 4-й армии на начальном этапе операции "Барбаросса".
На Восточном фронте отмечается с июля 1941 года.
Участвовала в боях и районе Мозырь, Рогачёв, Почеп, Брянск, Вязьма, Руза.

### Операция Тайфун
В ноябрьских боях потери дивизии составляли 1250 человек убитыми и ранеными.
1 декабря 1941 года. В полосе обороны 5-й армии, действуя в направлении Грязь, Аксинина, из района восточнее Звенигорода перешёл в наступление 9-й армейский корпус. Здесь частям 252-й пехотной дивизии удалось вклиниться в оборону 19-й стрелковой дивизии всего на глубину до двух километров.
В декабре в связи с большими потерями 452 пехотный полк расформирован; 461 пехотный полк с 1 по 10 декабря потерял убитыми 150 человек, а 472 пехотный полк- более 65 % личного состава.
Численный состав дивизии на 1 марта 1942 года - 3000—4000 человек (ориентировочно).
С 25 марта 1942 года 252-я пехотная дивизия обороняется на рубеже Кастрова, Некрасово (Гжатско- Вяземское направление).
1 апреля 1942 года 252-я дивизия получила пополнение в 800 человек, возвратившихся из госпиталей.

## Командиры дивизии
- генерал-лейтенант Дитер фон Бем-Безинг (26 августа 1939 по 24 марта 1942)
- генерал-лейтенант Ганс Шефер (25 марта 1942 по 1 января 1943)
- генерал пехоты Вальтер Мельцер (1 января 1943 года по 12 октября 1944 года)
- генерал-лейтенант Пауль Дрекманн (12 октября 1944 по 8 мая 1945)